# Marc Oliver Bettzüge

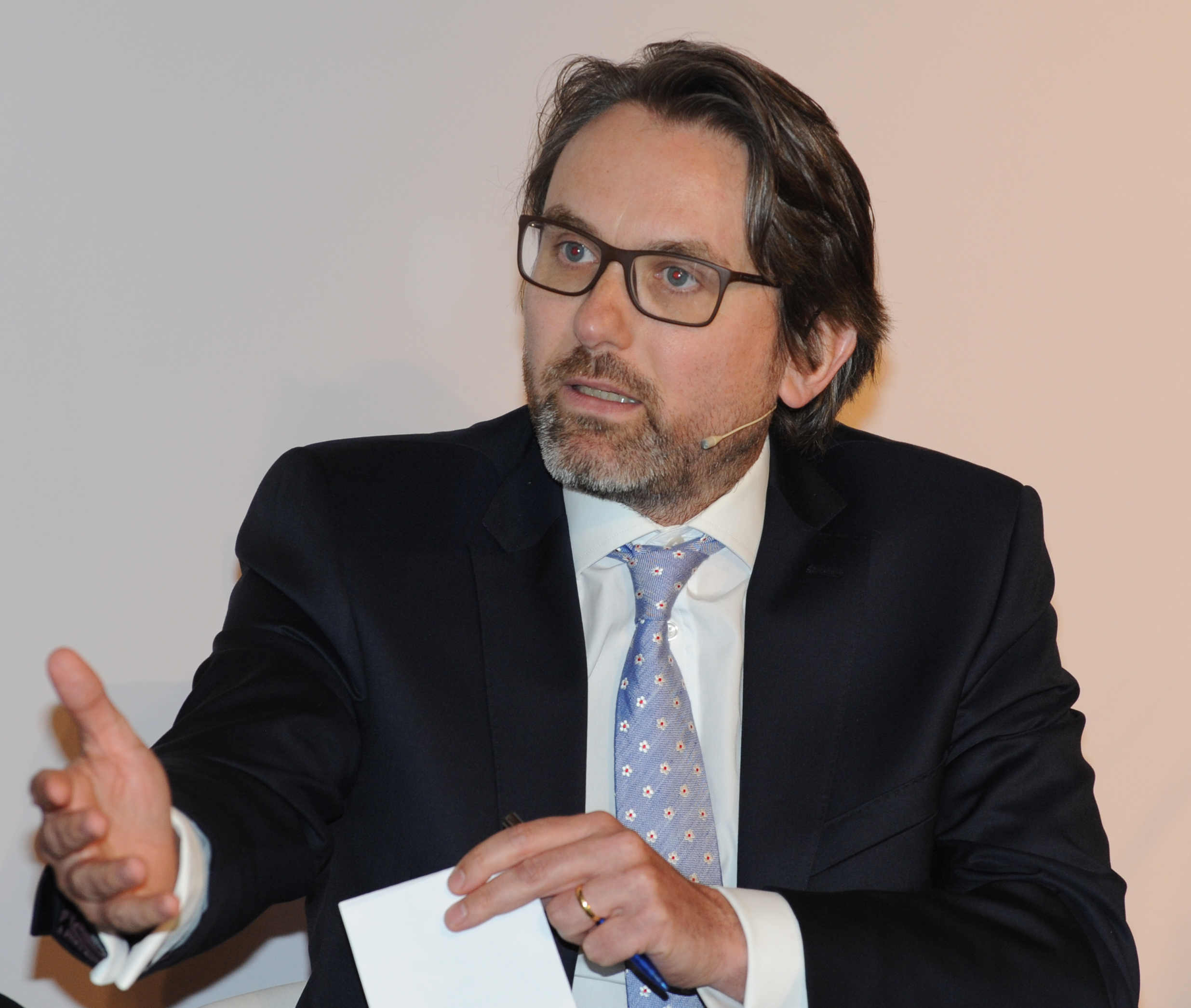
Marc Oliver Bettzüge (2015)

Marc Oliver Bettzüge (* 1969) ist ein deutscher Volkswirt. Seit 2007 ist er ordentlicher Professor für Volkswirtschaftslehre, insbesondere Energiewirtschaft, an der Universität zu Köln sowie gleichzeitig Direktor und Geschäftsführer des Energiewirtschaftlichen Instituts an der Universität zu Köln (EWI) und seit dem 1. September 2020 Mitglied des Expertenrates für Klimafragen. Zum 1. September 2025 wurde er nach der Neubesetzung des Gremiums für eine zweite Amtsperiode erneut berufen. Seine Arbeitsschwerpunkte sind Energiemärkte, Energieversorgungsunternehmen (EVU) und Energiepolitik.

## Wissenschaft und Beruf
Bettzüge ist Inhaber der Professur für Energiewirtschaft am Staatswissenschaftlichen Seminar der Universität zu Köln. Diese war von 2007 bis Februar 2012 eine vom Stifterverband der Deutschen Wissenschaft getragene Stiftungsprofessur. Im März 2012 löste die Universität zu Köln den Stifterverband planmäßig als Träger der Professur ab.
Nach dem Studium der Mathematik und Volkswirtschaftslehre an den Universitäten Bonn, Cambridge und Berkeley, promovierte er im Fach Volkswirtschaftslehre mit einer wirtschaftstheoretischen Arbeit über Financial Innovation from a General Equilibrium Perspective.
Anschließend arbeitete Bettzüge als Wissenschaftler an den Universitäten Bonn und Zürich sowie als Managementberater; seine letzte Station vor der Berufung an die Universität zu Köln war die Strategieberatung The Boston Consulting Group (BCG), wo er Partner und Geschäftsführer mit Schwerpunkt Konzernstrategie und Energiewirtschaft war.
Bettzüge ist Mitglied der Deutschen Akademie der Technikwissenschaften (Acatech).

## Energiewirtschaftliches Institut an der Universität zu Köln (EWI)
Das von Bettzüge geleitete EWI ist eine 100-prozentige Tochter der Kölner Universitäts-Stiftung und wird unter anderem durch eine institutionelle Förderung des Landes Nordrhein-Westfalen finanziert. In der öffentlichen Debatte wurde das Institut wiederholt kritisch diskutiert; eine taz-Berichterstattung vom 15. August 2025 bezeichnete das EWI als „umstritten“ und verwies auf in der Vergangenheit als „Gefälligkeitsgutachten“ kritisierte Studien.

## Energieszenarien für ein Energiekonzept der Bundesregierung
Das von Bettzüge geführte EWI erstellte 2010 zusammen mit der Prognos AG und der Gesellschaft für wirtschaftliche Strukturforschung (GWS) für die Bundesregierung ein Gutachten. Die Energieszenarien für ein Energiekonzept der Bundesregierung betrachten die möglichen Folgen verschiedener Laufzeitverlängerungen für die deutschen Kernkraftwerke auf den Strommix, die CO₂-Emissionen sowie die Strompreise für private Haushalte und Industrie. Von Seiten der Medien wurde verschiedentlich die Neutralität des Gutachtens angezweifelt. Eine Einordnung der Kontroverse griff auch die taz-Berichterstattung 2025 erneut auf.

## Weitere Mitgliedschaften
Von 2011 bis 2013 war Bettzüge Mitglied der Enquête-Kommission Wachstum, Wohlstand, Lebensqualität des Deutschen Bundestages.
Seit September 2020 gehört Bettzüge dem Expertenrat für Klimafragen der Bundesregierung an; zum 1. September 2025 wurde er für eine zweite Amtsperiode bestätigt.